# Don Murray

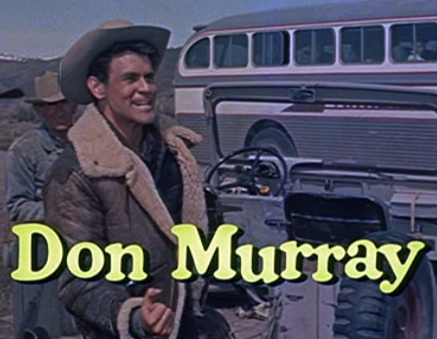
Don Murray i trailern till Bus Stop (1956).

Donald Patrick "Don" Murray, född 31 juli 1929 i Hollywood, Los Angeles, Kalifornien, död 2 februari 2024 i Goleta, Kalifornien, var en amerikansk skådespelare.
Han studerade vid American Academy of Dramatic Arts och gjorde Broadwaydebut 1951. Hans karriär fick ett avbrott året därpå när han som vapenvägrare motsatte sig tjänstgöring i Koreakriget. Istället gjorde han vapenfri tjänst med flyktingar. År 1956 återvände han till Broadway där han blev "upptäckt" och fick rollen som tafatt cowboy i filmen Bus Stop, för vilken han Oscarnominerades.
Han utvecklades från oskyldiga till mer tuffa roller men har aldrig nått riktigt stor framgång, kanske delvis beroende på att han ofta tackat nej till roller eftersom de inte passat hans politiska eller sociala åsikter. Han har även regisserat den kristna filmen Korset och stiletten (1970), baserad på boken med samma namn, med Pat Boone i huvudrollen. 
Han var 1956–1961 gift med skådespelaren Hope Lange.

## Filmografi i urval
- 1956 – Bus Stop
- 1957 – En handfull snö
- 1957 – Svensexa
- 1958 – Dödsjakten
- 1959 – De sammansvurna
- 1960 – En fot i helvetet
- 1962 – Flykten från öst-Berlin
- 1962 – Storm över Washington
- 1965 – Popsångare på glid
- 1966 – Ritten mot dödsfällan
- 1967 – Blodshämnd
- 1967 – Sweet Love, Bitter
- 1970 – Korset och stiletten (regi)
- 1972 – Erövringen av apornas planet
- 1974 – Sexsymbolen
- 1976 – Deadly Hero
- 1978 – Rainbow
- 1981 – Endless Love
- 1983 – I Am the Cheese
- 1983 – Bäst på plan
- 1984 – License to Kill
- 1985 – Radioactive Dreams
- 1986 – Peggy Sue gifte sig
- 1987 – Barnen i Stepford
- 1987 – Made in Heaven
- 1987 – Mistress
- 1987 – Fruktans boning
- 1989 – En gång till älskling
- 1996 – Hjärtan på drift
- 2001 – Elvis Is Alive (skådespelare och regi)